# Brigitta (Stifter)
Brigitta ist der Titel und zugleich der Name der weiblichen Protagonistin einer in der ersten Fassung 1843 im Almanach Gedenke Mein! Taschenbuch für 1844 (Journalfassung) und in überarbeiteter Form 1847 im vierten Band der Studien (Studienfassung) erschienenen Erzählung von Adalbert Stifter. Der Verleger der Studienbände war Gustav Heckenast.
Brigitta ist bei aller Vernunft und Tatkraft auf ungewöhnliche Weise benachteiligt:
Als Kind so hässlich, dass sich selbst die Mutter von ihr abwendet, wächst sie einsam und unverstanden auf, und auch ihre Ehe steht vorerst unter keinem guten Stern. Der Leser wird Schritt für Schritt in die Ereignisse eingeweiht und erkennt erst im Rückblick vom Ende her die Protagonisten ganz.
Ort der Handlung ist die ungarische Puszta. Ungarisches Nationalbewusstsein und zurückhaltende Kritik am Metternichschen System werden in den Worten und Handlungen der Personen deutlich. Stephan Murai ist ein progressiver Grundbesitzer. Von Ungarn gingen damals zahlreiche Impulse für Neuerungen in der Landwirtschaft aus, so erschien beispielsweise von Carl Ritter 1839 in Wien das Buch Anleitung zur Verschönerung der Landgüter und Landschaften nebst der Bepflanzungsmethode der Felder, Äcker und Wiesen nach englischer Art, das vor allem die Verhältnisse in Ungarn behandelte und das, laut dem Literaturwissenschaftler Moriz Enzinger (1967), Adalbert Stifter als Vorlage für Namen und Orte der Erzählung diente.

## Personen
- Ich-Erzähler (männlich, Name bleibt ungenannt): Beobachter des Geschehens, nimmt nur am Rand teil. Erzählt von seiner Reise nach Ungarn zu seinem Freund, dem Major, den er auf einer Italienreise kennengelernt hatte. Er ist relativ jung im Vergleich zu den Hauptakteuren des Geschehens.
- Stephan Murai: Major, Rang im Krieg erworben. Um die 50 und lebt nach langen Reisen auf dem Hofe Uwar in Ungarn. Hatte als reicher Sohn geheiratet. Bewirtschaftet das Land und handelt mit Bodengütern.
- Brigitta Marosheli: Hat Nachnamen nach Umzug auf das Schloss übernommen. 40 Jahre und hässlich, aber angenehm im Umgang. Lebt mit hübschem Sohn allein und bewirtschaftet, als Mann gekleidet, ihr Gut. Nachbarin des Majors.
- Gustav Marosheli: Hübscher Jüngling, Sohn von Brigitta. Nicht verheiratet.
- Milosch: Ist Brigittas Bediensteter. Führt den Ich-Erzähler zum Major.
- Gabriele: hübsche, junge Tochter eines greisen Grafen in der Nachbarschaft zu Murai und Brigitta. Mehrmaliges Wettreiten und eine Umarmung zwischen Murai und Gabriele im Wald lässt Brigitta die Scheidung einreichen, da sie die höchste Liebe (d. h., dass sich sein Leben voll und ganz auf Brigitta fokussiert) von Stephan gefordert hatte.
- Gömör: Nachbar von Marosheli und Murai, ebenfalls im Bund der Landwirtschaftsförderer. Haben zu dritt einen Verein gegründet, um die Landschaft besser und freundlicher zu machen und zu nutzen. Erzählt von Brigittas Vergangenheit.

## Inhalt
Der Ich-Erzähler folgt der Bitte des Majors Stephan Murai, ihn zu besuchen und eine Weile auf seinem Gut zu leben. Die beiden haben sich während einer Italienreise auf dem Vesuv kennengelernt und waren eine Zeit lang unzertrennlich (Kp. 1). Der Erzähler durchstreift zu Beginn der Handlung Ungarn, um einen Einblick in die Heimat des Freundes zu erhalten, und trifft zuerst auf eine Frau in Männerkleidern, welche er für einen Verwalter hält. Wie er später erfährt, ist es jedoch die Protagonistin Brigitta Marosheli. Sie weist ihren Diener Milosch an, ihn zum Gutshof des Majors zu führen. In Uwar stehen für ihn schon drei hübsche Zimmer bereit, da er schon früher erwartet wurde (Kp. 1). In tagelanger Begleitung des Gastgebers lernt er die Umgebung und die Tätigkeiten der Hirten und Arbeiter kennen (Kp. 2). Nach und nach teilt er dem Leser die Beziehungsgeschichte des Majors und der benachbarten Gutsherrin mit und enthüllt am Ende die Identität Murais (Kp. 2-4).
Der Major hat nach unglücklicher Liebe und langem Umherirren sein Ziel endlich gefunden, eine Arbeit, in der er sich verwirklichen kann. Er bewirtschaftet das Land, errichtet Gewächshäuser, pflanzt Reben und Mais, legt Straßen an und Sümpfe trocken. Inspiriert wurde er durch Brigitta, welche die einst öde Ebene mit neuen Ideen in eine blühende Landschaft umgestaltete. Der Ich-Erzähler lernt diese tatkräftige, mit beiden Beinen auf dem Boden stehende Frau kennen und beobachtet, dass Brigitta und der Major wie gute Freunde miteinander umgehen. Ihre Liebe ist zu Beginn noch unmerklich, wird jedoch allmählich immer deutlicher (Kp. 4).
Die Vergangenheit Brigittas wird in den Verlauf der Geschichte eingeschoben (Kp. 3): Mit ihrer wohlhabenden Familie lebte sie auf einem Schloss, bekam aber wegen ihrer Hässlichkeit nie die Liebe ihrer Eltern zu spüren, während ihre zwei Schwestern all die Liebe und Aufmerksamkeit der Eltern erhielten. Sie lebte in sich zurückgezogen vor allem in ihrem selbst eingerichteten Zimmer. Für alle überraschend, interessierte sich der hübsche Jüngling Stephan Murai, der Sohn eines reichen Gutsbesitzers, für das äußerlich unattraktive Mädchen mit der schönen Seele. Er beobachtete sie immer wieder auf Gesellschaften und brauchte lange, um sie von seiner Liebe zu überzeugen und ihre Zuneigung zu erlangen. Sie forderte von ihm eine grenzenlose unabdingbare Liebe, was seine Leidenschaft noch mehr entfachte. Sie heirateten und bekamen einen Sohn: Gustav. Das Unglück begann, als Stephan sich in die hübsche Gabriele, die wunderschöne Tochter eines benachbarten Gutsbesitzers, verliebte und die beiden sich näher kamen. Murai behauptet gegenüber Brigitta, die mit der Aufzucht des kleinen Kindes betraut war, wegen wichtigen Geschäften verreisen zu müssen. Er begab sich aber heimlich auf einen sehr entfernten und abgelegenen Landsitz und verweilte dort für mehrere Wochen (wahrscheinlich zusammen mit Gabriele). Als Brigitta davon erfuhr, trennte sie sich von ihrem Mann, weil er sich nicht an ihre Bedingung der einzigen und treuen Liebe gehalten hatte. Sie ließ sich scheiden und nahm wieder ihren Mädchennamen an. Murai verließ das Gut und verzichtete freiwillig auf seinen Sohn, den Brigitta nun alleine aufzog. Nach fünfzehn Jahren kehrte Stephan von seinen Reisen durch Europa zurück und ließ sich auf dem Nachbargut Uwar nieder. Er konnte Brigitta niemals vergessen und bereute seinen Fehler zutiefst. Er kaufte ein Nachbarsgut, um wenigstens in ihrer Nähe sein zu können, nannte sich ab da nur noch den „Major“ und blieb vor ihr verborgen. Erst als Brigitta schwer krank wurde, getraute sich Murai, wieder den Kontakt aufzunehmen. Er weilte Tag und Nacht bis zu ihrer Gesundung an ihrem Bett. Seither verbindet die beiden eine tiefe Freundschaft. Brigitta konnte ihm aber den Fehltritt nie vergeben und sie hielt auch weiterhin vor Gustav geheim, dass der Major eigentlich sein Vater sei.
Während seines Aufenthalts auf Uwar erlebt der Erzähler die Versöhnung des Paares und die völlige Erfüllung ihrer Liebe, nachdem der Major Gustav vor einem Wolfsrudel gerettet und verwundet in sein Haus gebracht hat. Brigitta besucht ihren durch eine Bisswunde verletzten Sohn sofort und Murai und sie können ihre Gefühle füreinander nicht mehr verheimlichen und fallen sich weinend in die Arme. Endlich erfährt Gustav, dass Stephan Murai sein Vater ist (Kp. 4).

## Verfilmungen
- 1982: Brigitta – Fernsehfilm von Wolfgang Glück
- 1994: Brigitta – Kinofilm von Dagmar Knöpfel

## Sekundärliteratur
- Rosemarie Hunter-Lougheed: Adalbert Stifter: Brigitta, In: Interpretationen – Erzählungen und Novellen des 19. Jahrhunderts, Band 2, Nr. 8414[5], Verlag Philipp Reclam jun., Stuttgart 1990. S. 41–97. ISBN 3-15-008414-8
- Albert Meier: Diskretes Erzählen. Über den Zusammenhang von Dichtung, Wissenschaft und Didaktik in Adalbert Stifters Erzählung „Brigitta“. In: Aurora. Jahrbuch der Eichendorff-Gesellschaft 44 (1984), S. 213–223. (online auf academia.edu).